# Podu Turcului
Podu Turcului – wieś w Rumunii, w okręgu Bacău, w gminie Podu Turcului. W 2011 roku liczyła 2569 mieszkańców.